# Super Prestige Pernod International
O Super Prestige Pernod International era um troféu internacional que se entregava anualmente ao melhor ciclista do ano.
Era o precursor do Ranking UCI, que posteriormente daria passo ao UCI Pro Tour e atualmente ao UCI World Ranking.
Era patrocinado pela empresa francesa Pernod, dedicada à fabricação de bebidas alcohólicas.

## Palmarés
Fonte:
| Ano  | Ganhador            | Segundo             | Terceiro           |
| ---- | ------------------- | ------------------- | ------------------ |
| 1959 | Henri Anglade       | Roger Rivière       | Noël Foré          |
| 1960 | Jean Graczyk        | Pino Cerami         | Gastone Nencini    |
| 1961 | Jacques Anquetil    | Raymond Poulidor    | Rik Van Looy       |
| 1962 | Johan de Roo        | Jef Planckaert      | Emile Daems        |
| 1963 | Jacques Anquetil    | Tom Simpson         | Raymond Poulidor   |
| 1964 | Raymond Poulidor    | Jan Janssen         | Jacques Anquetil   |
| 1965 | Jacques Anquetil    | Tom Simpson         | Edward Sels        |
| 1966 | Jacques Anquetil    | Felice Gimondi      | Raymond Poulidor   |
| 1967 | Jan Janssen         | Eddy Merckx         | Felice Gimondi     |
| 1968 | Herman Van Springel | Felice Gimondi      | Jan Janssen        |
| 1969 | Eddy Merckx         | Felice Gimondi      | Raymond Poulidor   |
| 1970 | Eddy Merckx         | Herman Van Springel | Luis Ocaña         |
| 1971 | Eddy Merckx         | Luis Ocaña          | Joop Zoetemelk     |
| 1972 | Eddy Merckx         | Raymond Poulidor    | Cyrille Guimard    |
| 1973 | Eddy Merckx         | Luis Ocaña          | Felice Gimondi     |
| 1974 | Eddy Merckx         | Roger De Vlaeminck  | Frans Verbeeck     |
| 1975 | Eddy Merckx         | Roger De Vlaeminck  | Francesco Moser    |
| 1976 | Freddy Maertens     | Francesco Moser     | Joop Zoetemelk     |
| 1977 | Freddy Maertens     | Roger De Vlaeminck  | Bernard Hinault    |
| 1978 | Francesco Moser     | Bernard Hinault     | Joop Zoetemelk     |
| 1979 | Bernard Hinault     | Giuseppe Saronni    | Joop Zoetemelk     |
| 1980 | Bernard Hinault     | Alfons De Wolf      | Francesco Moser    |
| 1981 | Bernard Hinault     | Roger De Vlaeminck  | Jan Raas           |
| 1982 | Bernard Hinault     | Giuseppe Saronni    | Silvano Contini    |
| 1983 | Greg LeMond         | Sean Kelly          | Jan Raas           |
| 1984 | Sean Kelly          | Bernard Hinault     | Phil Anderson      |
| 1985 | Sean Kelly          | Phil Anderson       | Greg LeMond        |
| 1986 | Sean Kelly          | Greg LeMond         | Claude Criquielion |
| 1987 | Stephen Roche       | Sean Kelly          | Claude Criquielion |